# David Lenneman
John David Mikael Lenneman, född 2 maj 1973 i Umeå, är en svensk skådespelare, röstskådespelare och regissör. Han är bland annat känd för att spela rollen som Update i den tysk-amerikanska skräckfilmen Deep Freeze, Fred i TV-serien Äkta människor och David Grossman i TV-serien Blå ögon (två avsnitt). År 2023 syntes han i rollen som Torbjörn i Viaplay-serien Strandhotellet (tre avsnitt).

## Filmografi (i urval)
| - 1995 – Anmäld försvunnen (TV-serie) - 2001 – Deep Freeze - 2006 – Kärringen därnere - 2007 – Total Drama Island (TV-serie) (röstroll) - 2007 – Kollopapporna (röstroll) - 2009 – Metropia - 2010 – Våra vänners liv (TV-serie) - 2010 – Insane - 2011 – Kronjuvelerna - 2012 – Nattens hjältar (TV-serie) - 2012 – Äkta människor (TV-serie) - 2012 – Arne Dahl: Europa Blues (miniserie) | - 2015 – Blå ögon (TV-serie) - 2018 – Spider-Man: Into the Spider-Verse (röstroll) - 2019 – Tills Frank skiljer oss åt - 2020 – Sonic the Hedgehog (röstroll) - 2021 – Alla utom vi (TV-serie) - 2021 – Space Jam: A New Legacy (röstroll) - 2021 – Agatha Christies Hjerson (TV-serie) - 2021 – Clifford den stora röda hunden (röstroll) - 2021 – Sagan om Karl-Bertil Jonssons julafton - 2022 – Beck – Den gråtande polisen - 2022 – Sonic the Hedgehog 2 (röstroll) - 2022 – Tuffa gänget (röstroll) - 2023 – Strandhotellet (TV-serie) |